# 52. BAFTA-gála
Az 52. BAFTA-gálát 1999. április 11-én tartották, melynek keretében a Brit film- és televíziós akadémia az 1998. év legjobb filmjeit és alkotóit díjazta.

## Díjazottak és jelöltek
(a díjazottak félkövérrel vannak jelölve)

### Legjobb film
Szerelmes Shakespeare
- Elizabeth
- Ryan közlegény megmentése
- Truman Show

### Alexander Korda-díj az év kiemelkedő brit filmjének
Elizabeth
- Hilary és Jackie
- Little Voice
- A Ravasz, az Agy és két füstölgő puskacső
- Nevem, Joe
- A nő kétszer

### Legjobb nem angol nyelvű film
Központi pályaudvar (Central do Brasil) • Brazília/Franciaország
- Az élet szép (La vita è bella) • Olaszország
- Eleven hús (Carne Trémula) • Franciaország/Spanyolország
- A púpos (Le Bossu) • Franciaország

### David Lean-díj a legjobb rendezésért
Peter Weir - Truman Show
- Shekhar Kapur - Elizabeth
- Steven Spielberg - Amerikai szépség
- Anthony Minghella - Ryan közlegény megmentése
- John Madden - Szerelmes Shakespeare

### Legjobb főszereplő
Roberto Benigni - Az élet szép
- Michael Caine - Little Voice
- Tom Hanks - Ryan közlegény megmentése
- Joseph Fiennes - Szerelmes Shakespeare

### Legjobb női főszereplő
Cate Blanchett - Elizabeth
- Emily Watson - Hilary és Jackie
- Jane Horrocks - Little Voice
- Gwyneth Paltrow - Szerelmes Shakespeare

### Legjobb férfi mellékszereplő
Geoffrey Rush - Elizabeth
- Geoffrey Rush - Szerelmes Shakespeare
- Tom Wilkinson - Szerelmes Shakespeare
- Ed Harris - Truman Show

### Legjobb női mellékszereplő
Judi Dench - Szerelmes Shakespeare
- Lynn Redgrave - Érzelmek tengerében
- Brenda Blethyn - Little Voice
- Kathy Bates - A nemzet színe-java

### Legjobb adaptált forgatókönyv
A nemzet színe-java - Elaine May
- Hilary és Jackie - Frank Cottrell Boyce
- Little Voice - Mark Herman
- Amikor a farok csóválja... - Hilary Henkin, David Mamet

### Legjobb eredeti forgatókönyv
Truman Show - Andrew Niccol
- Az élet szép - Roberto Benigni
- Szerelmes Shakespeare - Marc Norman, Tom Stoppard
- Elizabeth - Michael Hirst

### Legjobb operatőri munka
Elizabeth
- Szerelmes Shakespeare
- Truman Show
- Ryan közlegény megmentése

### Legjobb jelmez
Bálványrock - Velvet Goldmine
- Elizabeth
- Szerelmes Shakespeare
- Zorro álarca

### Legjobb vágás
Szerelmes Shakespeare
- Ryan közlegény megmentése
- Elizabeth
- A Ravasz, az Agy és két füstölgő puskacső

### Legjobb smink
Elizabeth
- Ryan közlegény megmentése
- Szerelmes Shakespeare
- Bálványrock - Velvet Goldmine

### Anthony Asquith-díj a legjobb filmzenének
Elizabeth - David Hirschfelder
- Szerelmes Shakespeare - Stephen Warbeck
- Ryan közlegény megmentése - John Williams
- Hilary és Jackie - Barrington Pheloung

### Legjobb díszlet
Truman Show
- Ryan közlegény megmentése
- Elizabeth
- Szerelmes Shakespeare

### Legjobb hang
Ryan közlegény megmentése
- Hilary és Jackie
- Szerelmes Shakespeare
- Little Voice

### Legjobb vizuális effektek
Ryan közlegény megmentése
- Babe 2: Kismalac a nagyvárosban
- Truman Show
- Z, a hangya